# Gymnothorax griseus
Gymnothorax griseus är en fiskart som först beskrevs av Lacepède, 1803.  Gymnothorax griseus ingår i släktet Gymnothorax och familjen Muraenidae. Inga underarter finns listade i Catalogue of Life.